# Garay (bateau)
Pour les articles homonymes, voir Garay.

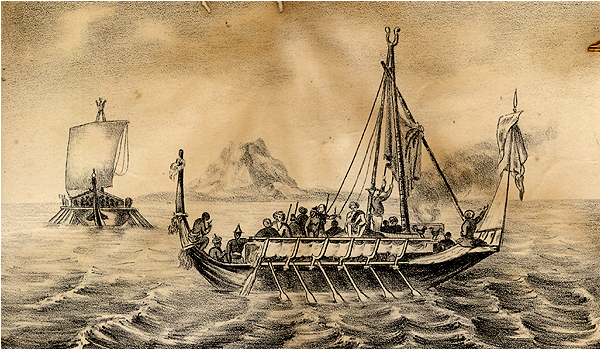
Garay pirate en mer de Sulu vers 1850.

Un Garay est un type de navires de guerre indigène traditionnel à voile et rame, utilisé notamment par les peuples Banguingui et Iranun aux Philippines couramment armés pour la piraterie aux XVIIIe et XIXe siècles, ou pour s'en défendre au XIXe siècle.
Les Banguinguis et Iranuns les utilisaient contre les navires commerciaux non armés et des incursions dans les villages côtiers dans les régions entourant la mer de Sulu. Le nom signifie dispersé ou vagabond dans la langue sama des Banguinguis.   

## Historique

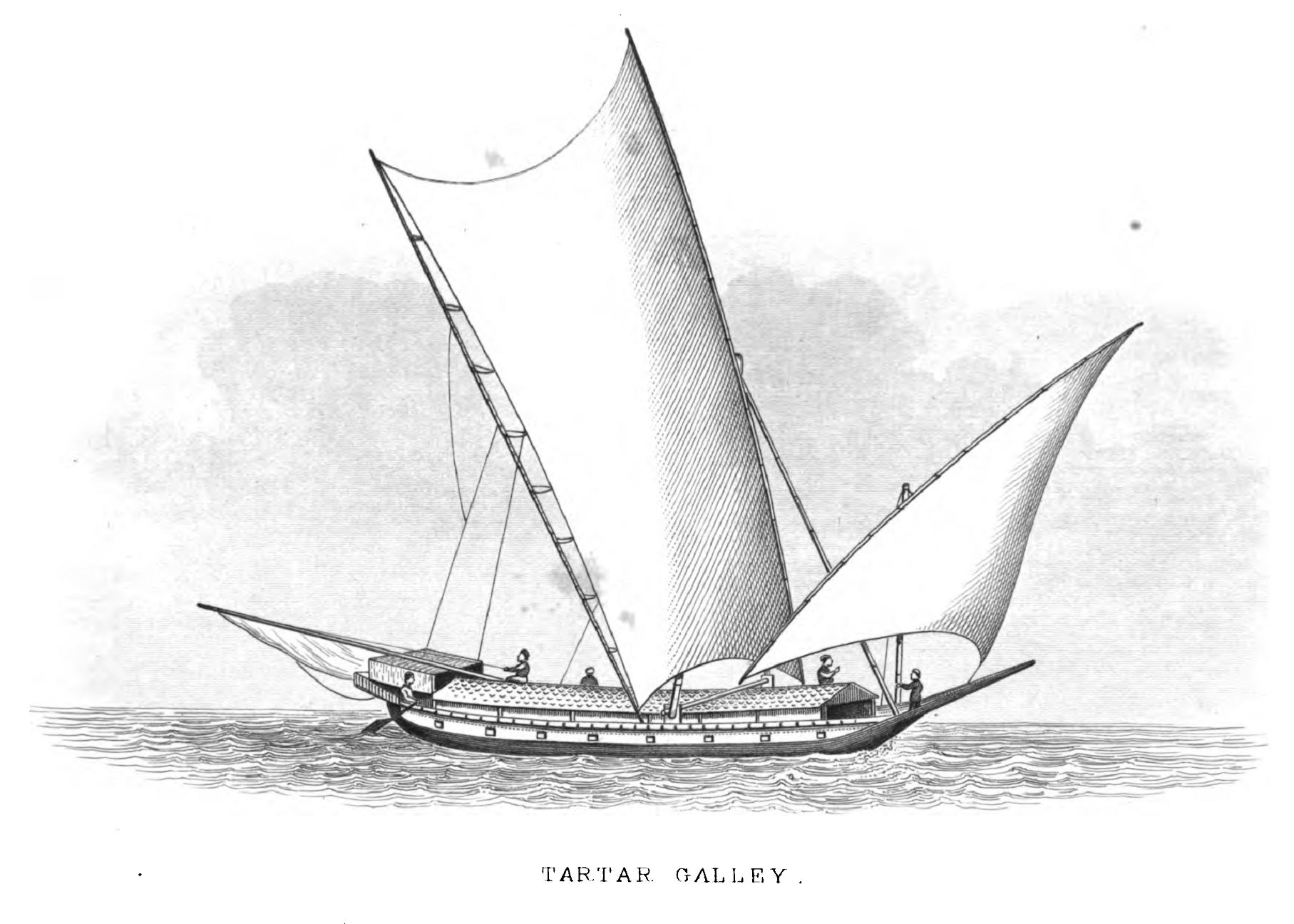
Illustration de 1863 duTartar, un garay de Sulu utilisé par Thomas Forrest pour son expédition de 1774 en Nouvelle-Guinée.

La plupart des garays ont été construits dans les chantiers navals de Parang, (Sulu, Philippines) à la fin du XVIIIe siècle. 
Au début du XIXe siècle, les escadrons de garays Banguingui ont régulièrement attaqué le détroit du sud de Palawan, de mars à novembre chaque année. Ils ont attaqué des zones côtières du nord de Bornéo à la recherche d'esclaves et coupé le commerce dans le sultanat de Brunei. Ces attaques ont gravement affecté l'économie de Brunei, entraînant son déclin. Le Banguingui aurait eu un dicton : "Il est difficile d’attraper du poisson, mais facile d’attraper des Bornéens".

## Description

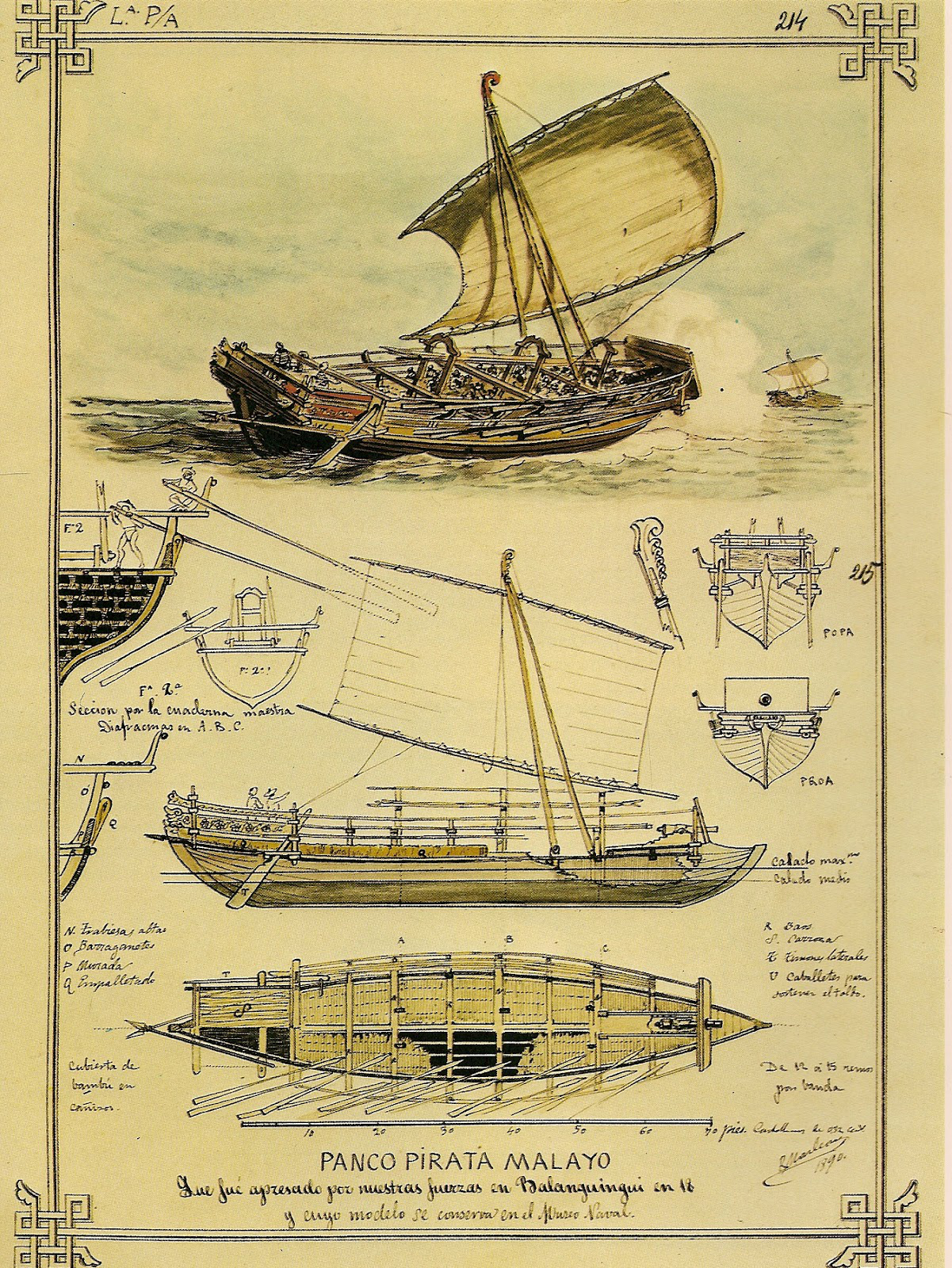
Illustrations de garay par Rafael Monleón (1890).

### Coque, structures et gouvernail
La coque était partiellement ou entièrement pontée. Le pont était constitué de lattes de bambou fendues, divisées en sections carrées pouvant être enlevées à la demande. La majeure partie de la longueur du navire est recouverte par une structure ressemblant à une maison, coiffée de feuilles de nipa. Une plate-forme surélevée posée sur un poêle en argile était utilisée pour la cuisine. Sur les côtés de la coque se trouvent des passerelles suspendues, de 30 à 60 cm de largeur. Le navire n'a pas de gouvernail central, mais deux avirons de direction situés près de la poupe,.

### Gréement et propulsion
Ils avaient un mât à trois pieds, composé de trois perches en bambou et qui était muni d’une grande voile rectangulaire à coins supérieurs inclinés (une voile tanja). Ils peuvent parfois avoir un deuxième mât plus petit à l'arrière, ce mât d'artimon est équipé de voiles triangulaires plus petites,.  
Ils sont également propulsés par des rames. Un grand garay peut avoir environ 30 à 60 avirons, généralement disposés en deux rangées superposées. Les rameurs provenaient de la caste des alipins ou étaient des esclaves capturés.                

### Organisation des marins
Chaque garay est dirigé par un nakura ou nakuda (commandant), lui-même dirigé par un chef d'escadron, le panglima. Le julmuri (premier lieutenant) est responsable de l'équipage et contrôle également le gouvernail (bausan). Un autre officier, le julbato, reste à la proue du navire et surveille les récifs et les navires ennemis. Le julbato est également responsable de l'ancre (sao).

### Armement
Le garay est peu armé par rapport au lanong. Il n'a généralement qu'un seul gros canon (lantaka). Alors que le lanong se spécialise dans le combat de navire à navire, le garay était plus apte à attaquer des villages côtiers et les navires de commerce peu ou pas armés.

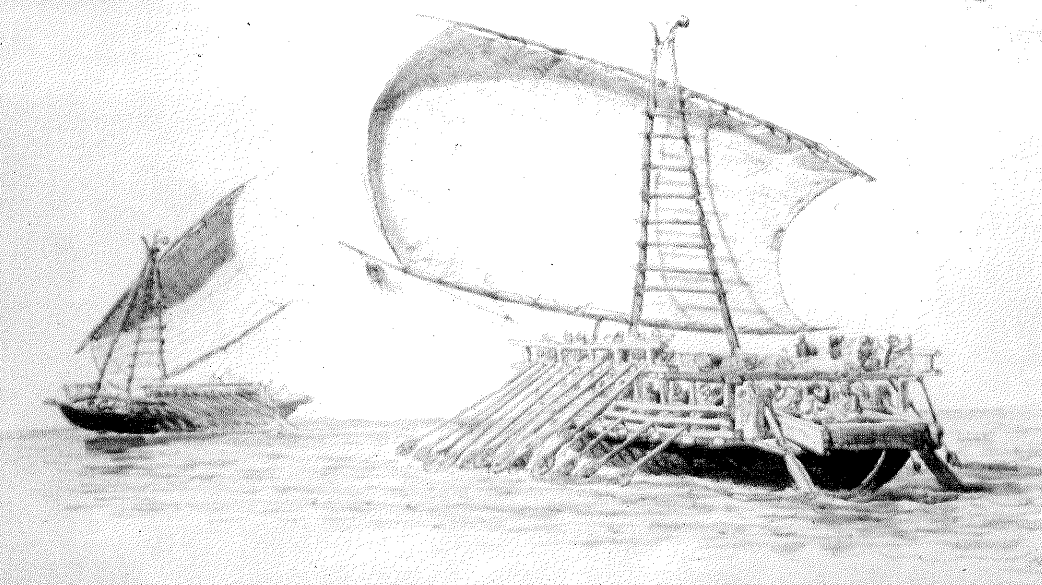
Garay Banguingui (Rafael Monleón, 1890)

### Dimensions du navire et typologie des flottes
Les garays sont plus petits, plus rapides et plus maniables que les navires de guerre lanong. Ils sont beaucoup plus larges, avec une coque arrondie et un faible tirant d’eau. 
La plupart des garays mesurent en moyenne 18  à   21 m de long pour une capacité d'environ 60 hommes. Des garays encore plus petits existaient également, avec un équipage moyen (sakay) de 25 à 30 hommes. Les plus grands garays mesurent environ 21 à 24 m de long et pouvaient transporter jusqu’à 80 hommes. Un grand garay peut servir de vaisseau mère à des bateaux plus petits comme les kakaps qui sont une pirogue à balancier d'une quinzaine de personne, à coque couverte pour la protéger des flèches et des lances).

### Stabilisateurs et confusions avec d'autres types
Garay ne possède pas de stabilisateurs (contrairement au lanong et aux autres navires de guerre comme le karakoa). En dépit de ce fait, le garay était communément appelé à tort paraw ou prao (deux types de pirogues à balanciers) dans les registres historiques.
Cependant, les passerelles en saillie peuvent fonctionner comme une sorte de stabilisateur dans les cas où la coque était inondée, maintenant le navire à flot. Dans les sources malaises, javanaises et portugaises, les garay sont aussi parfois (à tort) désignés par penjajap ou panco. Ils diffèrent du garay par la largeur de la coque (les penjajaps étaient extrêmement étroits) et par le fait que les grands penjajaps avaient généralement des stabilisateurs et deux voiles tanjas,.

#### Type de bateaux
- Lepa
- Balangay
- Kakap
- Lanong
- Kora kora (bateau)
- Karakoa (bateau)

#### Populations
- Iranun
- Banguingui